# Please Forgive Me
Please Forgive Me (englisch für „Bitte vergib mir“) ist ein Lied des kanadischen Musikers Bryan Adams aus dem Jahr 1993. Es wurde von ihm selbst und Robert Lange geschrieben und am 15. Oktober 1993 vorab als erste und einzige Single des Albums So Far So Good ausgekoppelt.

## Hintergrund
Please Forgive Me wurde von Adams und Lange geschrieben und auch von den beiden produziert. Es erschien im Oktober 1993 über das Label A&M Records als Single. Es handelt sich um eine gitarrendominierte Rock-Ballade, die sich bis zu einem E-Gitarrensolo steigert. Im Songtext bittet der Protagonist die geliebte Person, mit der er offenbar schon längere Zeit in einer Beziehung ist, um Vergebung für seine Gefühle, die immer noch stark seien, sogar stärker als sie sollten („...I love you a little more than I should“).

## Musikvideo
Auch ein Musikvideo wurde zu dem Song gedreht. Es zeigt die Band im Studio, einige Szenen sind aus der Perspektive eines Hundes gedreht, der dem Studiobetreiber gehörte. Das Video wurde bei YouTube mehr als 737 Millionen Mal abgerufen.

## Kommerzieller Erfolg

### Chartplatzierungen
Please Forgive Me erreichte erstmals am 1. November 1993 die deutschen Singlecharts auf Rang 91 und erreichte seine beste Chartplatzierung mit Rang drei am 20. Dezember 1993 sowie am 10. Januar 1994. Die Single platzierte sich neun Wochen in den Top 10 und 25 Wochen in den Top 100. Für Adams war dies der zehnte Charthit in Deutschland, es wurde nach (Everything I Do) I Do It for You zu seinem zweiten Top-10-Hit in Deutschland. In Österreich und der Schweiz erreichte die Single je den zweiten Rang und musste sich in beiden Ländern lediglich I’d Do Anything for Love (But I Won’t Do That) (Meat Loaf) geschlagen geben. Darüber hinaus erreichte Please Forgive Me die Chartspitze in Australien, Belgien, Frankreich, Irland, Kanada und Norwegen.
In den Bravo-Jahrescharts 1994 erreichte Please Forgive Me mit 211 Punkten den 14. Platz.
| ChartsChartplatzierungen       | Höchstplatzierung | Wochen |
| ------------------------------ | ----------------- | ------ |
| Deutschland (GfK)              | 3 (25 Wo.)        | 25     |
| Kanada (MC)                    | 1 (19 Wo.)        | 19     |
| Österreich (Ö3)                | 2 (19 Wo.)        | 19     |
| Schweiz (IFPI)                 | 2 (29 Wo.)        | 29     |
| Vereinigte Staaten (Billboard) | 7 (27 Wo.)        | 27     |
| Vereinigtes Königreich (OCC)   | 2 (16 Wo.)        | 16     |

| ChartsJahrescharts (1993)    | Platzierung |
| ---------------------------- | ----------- |
| Deutschland (GfK)            | 94          |
| Kanada (MC)                  | 37          |
| Vereinigtes Königreich (OCC) | 15          |

| ChartsJahrescharts (1994)      | Platzierung |
| ------------------------------ | ----------- |
| Deutschland (GfK)              | 47          |
| Kanada (MC)                    | 11          |
| Österreich (Ö3)                | 23          |
| Schweiz (IFPI)                 | 35          |
| Vereinigte Staaten (Billboard) | 27          |

### Auszeichnungen für Musikverkäufe
| Land/Region                  | Auszeichnungen für Musikverkäufe (Land/Region, Auszeichnung, Verkäufe) | Verkäufe |
| ---------------------------- | ---------------------------------------------------------------------- | -------- |
| Australien (ARIA)            | 2× Platin                                                              | 140.000  |
| Brasilien (PMB)              | 2× Platin                                                              | 120.000  |
| Deutschland (BVMI)           | Gold                                                                   | 250.000  |
| Neuseeland (RMNZ)            | Gold                                                                   | 5.000    |
| Österreich (IFPI)            | Gold                                                                   | 25.000   |
| Schweden (IFPI)              | Gold                                                                   | 25.000   |
| Vereinigtes Königreich (BPI) | Gold                                                                   | 400.000  |
| Insgesamt                    | 5× Gold · 4× Platin ·                                                  | 965.000  |

Hauptartikel: Bryan Adams/Auszeichnungen für Musikverkäufe